# Étienne-Jules Marey
Étienne-Jules Marey (n.  ?) a fost un om de știință, fiziolog și inventator francez.
S-a remarcat prin contribuții de pionierat în domeniul cronofotografiei⁠(d) și care au condus la dezvoltarea cinematografiei prin tehnica de captare secvențială a mișcării.
Astfel, în 1881 a conceput un dispozitiv, numit ulterior cronofotograf⁠(d) (unul din predecesorii aparatului de filmat⁠(d)), care putea face mai multe fotografii ale aceleiaşi scene într-o perioadă scurtă şi pe care l-a utilizat pentru a studia locomoţia animalelor.
A mai adus contribuții în domeniul cardiologiei, construind un sfigmograf⁠(d) (în colaborare cu Auguste Chauveau⁠(d)) și în studiul zborului păsărilor și insectelor, pentru care poate fi considerat unul dintre părinții analizei vizuale a mișcării, iar metodele lui stau la baza: cinematografiei, biomecanicii, efectelor speciale vizuale.